# Hipposideros cervinus
Hipposideros cervinus là một loài dơi trong họ Dơi nếp mũi. Nó được tìm thấy ở Úc, Indonesia, Malaysia, Philippines, Singapore, và Vanuatu.